# Input-Output-Analyse
Der Begriff Input-Output-Analyse bezeichnet verschiedene Methoden zur Ermittlung der Funktionalität und Leistungsparameter von Systembausteinen in technischen, ökonomischen und sozialen Systemen.

## Black Box Schema
Ein Ansatz zu „Input-Output-Analysen“ beruht auf Erkenntnissen aus der Systemtheorie, Kybernetik oder Regelungstechnik, die die Komplexität systeminterner Zusammenhänge durch Bestimmung geeigneter, als Black-Boxes bezeichnete Systemelemente vereinfachen und berechenbar machen. Dabei kommen Berechnungsmodelle aus der Booleschen Algebra und die Entscheidungstabellentechnik zum Einsatz.

## Leontief-Modell
Die „Input-Output-Analyse“ nach Wassily Leontief – auch Einsatz-Ausstoß-Analyse, oder Einsatz-Ausstoß-Zerlegung – ist ein Verfahren der empirischen Wirtschaftsforschung, das zur mikroökonomischen Analyse volkswirtschaftlicher Zusammenhänge dient, das aber auch in IT-gestützten betriebswirtschaftlichen Anwendungen eingesetzt wird. Sie wurde als mathematisches Modell ursprünglich von Wassily Leontief entwickelt, der dafür den Wirtschaftsnobelpreis erhielt.
Grundlage der Input-Output-Analyse ist eine Input-Output-Tabelle. In ihr werden – nach Wirtschaftszweigen oder auch auf Betriebsebene untergliedert – die geplanten Produktionsgüter mit den einzusetzenden Vorprodukten und Produktionsfaktoren (Inputseite) und gleichzeitig die variablen Produktionsergebnisse im Zusammenhang mit der voraussichtlichen Verwendung der produzierten Mengen (Outputseite) dargestellt.

### Input-Output-Tabelle
In der vereinfachten Darstellung sieht eine Input-Output-Tabelle wie folgt aus.
| {\displaystyle a_{1,1}} | {\displaystyle a_{1,2}} | … | {\displaystyle a_{1,n}} | {\displaystyle C_{1}} | {\displaystyle I_{1}} | {\displaystyle X_{1}} | {\displaystyle -M_{1}} |
| {\displaystyle a_{2,1}} | {\displaystyle a_{2,2}} | … | {\displaystyle a_{2,n}} | {\displaystyle C_{2}} | {\displaystyle I_{2}} | {\displaystyle X_{2}} | {\displaystyle -M_{2}} |
| …                       | …                       |   | …                       | …                     | …                     | …                     | …                      |
| {\displaystyle a_{n,1}} | {\displaystyle a_{n,2}} | … | {\displaystyle a_{n,n}} | {\displaystyle C_{n}} | {\displaystyle I_{n}} | {\displaystyle X_{n}} | {\displaystyle -M_{n}} |
| {\displaystyle L_{1}}   | {\displaystyle L_{2}}   | … | {\displaystyle L_{n}}   |                       |                       |                       |                        |
| {\displaystyle K_{1}}   | {\displaystyle K_{2}}   | … | {\displaystyle K_{n}}   |                       |                       |                       |                        |
| {\displaystyle S_{1}}   | {\displaystyle S_{2}}   | … | {\displaystyle S_{n}}   |                       |                       |                       |                        |
| {\displaystyle D_{1}}   | {\displaystyle D_{2}}   | … | {\displaystyle D_{n}}   |                       |                       |                       |                        |

Mit den Indizes 1 bis n sind darin verschiedene Sektoren gekennzeichnet (zum Beispiel Landwirtschaft, Nahrungsmittelindustrie, Bankgewerbe etc.).
- Der rot gekennzeichnete Teil der Tabelle enthält die Vorleistungsverflechtungen. {\displaystyle a_{1,2}} steht darin für die Lieferungen des Sektors 1 (zum Beispiel der Landwirtschaft) an den Sektor 2 (z. B. die Nahrungsmittelindustrie).
- Der violett gekennzeichnete Teil enthält die Lieferungen der Sektoren an Endnachfrager, also von Konsumgütern (C), Investitionsgütern (I) und Exportgütern (X). Da sowohl in den Vorleistungen als auch in den Lieferungen an die Endnachfrage importierte Güter enthalten sind, werden am Ende der Zeile die Importe pauschal abgezogen.
- Der grün markierte Teil enthält die Wertschöpfung der Sektoren (sogenannte primäre Inputs), und zwar Arbeit (L), Kapitaleinkünfte (K), Abschreibungen (D) und die indirekten Steuern abzüglich der Subventionen (S).

In den Zeilen der Input-Output-Tabelle findet man die Information, wofür die Produktion (der Output) eines jeden Sektors verwendet wird. In den Spalten kann man ablesen, welche Vorprodukte und Produktionsfaktoren, also welche Inputs man für die Produktion benötigt. Die Summe aller Werte in einer Zeile muss der Summe der Werte in der entsprechenden Spalte übereinstimmen.

### Produktionstheoretische Annahmen der Analyse
Die Spalten einer Input-Output-Tabelle kann man als Produktionsfunktion interpretieren, da sie angeben, welche Einsatzstoffe und primären Inputs (Arbeit, Kapital in Form von z. B. Maschinen) benötigt werden, um eine Einheit des betreffenden Gutes herzustellen. Bei der Input-Output-Analyse unterstellt man dabei, dass diese Produktionsfaktoren in einem festen Einsatzverhältnis zueinander stehen, eine sog. linear-limitationale Produktionsfunktion (Leontief-Produktionsfunktion). Dabei ist der Inputfaktor Arbeit in kurzer Frist der einzige variable Produktionsfaktor, da üblicherweise der Kapitalstock und andere Einflussfaktoren wie die Betriebsgröße als konstant angenommen werden. Der Produktionsfaktor Boden wird i. d. R. nicht einbezogen.

### Satelliten-Systeme zur Input-Output-Tabelle
Da die reine Input-Output-Tabelle weder Arbeit noch Boden enthält, gibt es sogenannte Satelliten-Systeme, die als zusätzliche Zeilen unterhalb der Input-Output-Tabelle geschrieben werden. Hier finden sich dann Beschäftigungszahlen (ggf. getrennt nach selbständig und nicht selbständig) sowie Kapitalstock und ökologische Faktoren (bspw. Ausstoß an CO2).

### Die Input-Output-Analyse als Instrument des Stoffstrommanagements
Die Input-Output-Analyse wird auch als Instrument innerhalb des Stoffstrommanagements verwendet. Sie dient zur Ermittlung von betrieblichen Kennzahlen. Hierzu werden die aus einem definierten System (dies kann ein Prozess oder auch ein kompletter Betrieb sein) austretenden Stoffmengen (=Output) wie beispielsweise Produkte, Abfall, Abwasser, Emissionen etc. ins Verhältnis mit den eintretenden Stoffmengen (=Input) wie Rohstoffe, Hilfsstoffe, Energiezufuhr etc. gesetzt.
Bsp.: Betriebliche Abfallquote[%] = Abfall [t]/(Rohstoffe [t] + Hilfsstoffe [t])*100

### Matrixdarstellung
Die folgenden Matrizen und Vektoren
{\displaystyle x={\begin{pmatrix}x_{1}\\\vdots \\x_{4}\end{pmatrix}};\qquad c={\begin{pmatrix}c_{1}\\\vdots \\c_{4}\end{pmatrix}};}
{\displaystyle E={\begin{pmatrix}1&0&0&0\\0&1&0&0\\0&0&1&0\\0&0&0&1\end{pmatrix}};\qquad A={\begin{pmatrix}a_{11}&\cdots &a_{14}\\\vdots &\ddots &\vdots \\a_{41}&\cdots &a_{44}\end{pmatrix}};}
seien der Vektor des Gesamtoutputs {\displaystyle x}, der Vektor der Endnachfrage {\displaystyle c}, die Einheitsmatrix {\displaystyle E}, die Input-Output-Matrix {\displaystyle A}. Die Koeffizienten {\displaystyle a_{ij}} der Input-Output-Matrix geben an, wie viel von Input {\displaystyle x_{i}} benötigt wird, um eine Einheit von {\displaystyle x_{j}} zu produzieren. Ein Teil des Gesamtoutputs {\displaystyle x} geht also als Input ein in die Produktion anderer Outputs (Vorleistungen), ein anderer Teil verbleibt als Endnachfrage {\displaystyle c}. Es gilt folgendes lineare Gleichungssystem:
{\displaystyle {\begin{matrix}Ax+c&=&x\\(E-A)x&=&c\\x&=&(E-A)^{-1}c\end{matrix}}}
vorausgesetzt (E − A) ist invertierbar.
{\displaystyle {\begin{matrix}Ax\end{matrix}}} gibt an, was von der Gesamtproduktion x für die Produktion von x selbst als Vorleistung benötigt wird.